# Paramantis togana
Paramantis togana är en bönsyrseart som beskrevs av Giglio-tos 1912. Paramantis togana ingår i släktet Paramantis och familjen Mantidae. Inga underarter finns listade i Catalogue of Life.